# 3月27日
3月27日（さんがつにじゅうしちにち）は、グレゴリオ暦で年始から86日目（閏年では87日目）にあたり、年末まであと279日ある。

## できごと

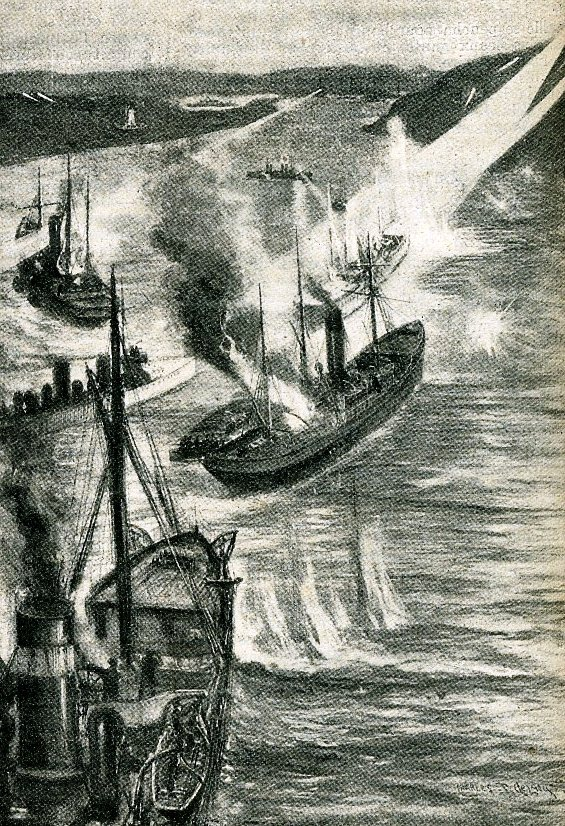
日露戦争、第2次旅順港閉塞作戦(1904)

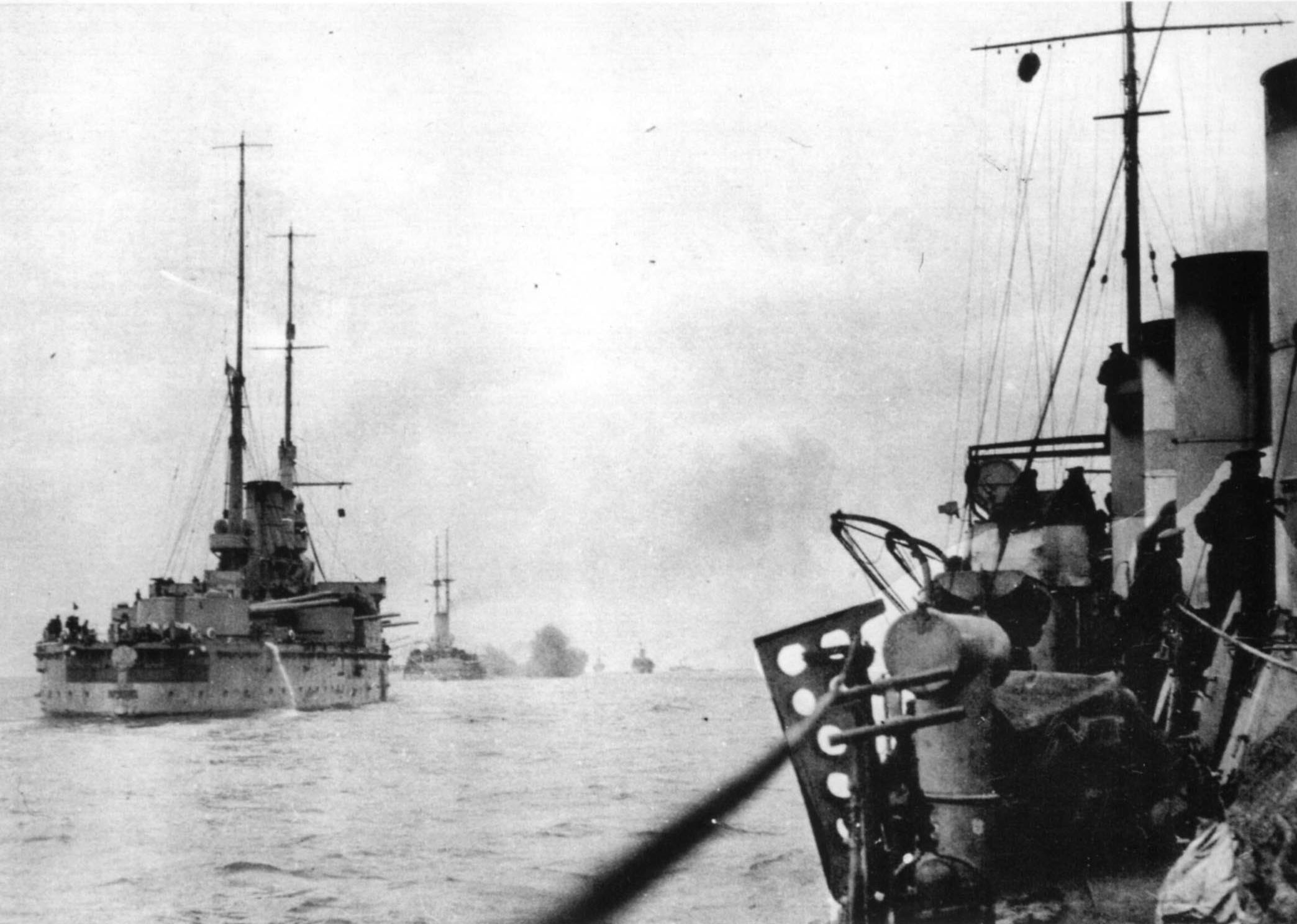
黒海艦隊によるボスポラス砲撃(1915)はじまる。

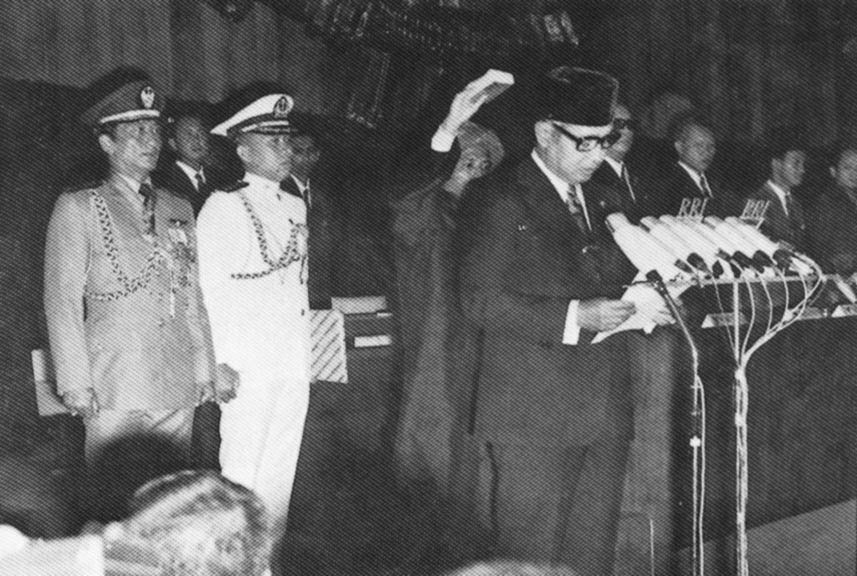
スハルトがインドネシア大統領に就任(1968)

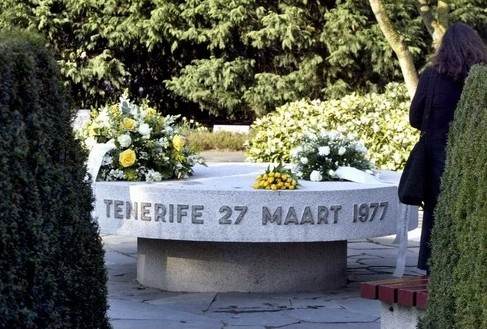
テネリフェ空港ジャンボ機衝突事故(1977)。画像はモニュメント。

- 1306年 - ロバート・ブルースがスコットランド王への即位を宣言。
- 1581年（天正9年2月23日） - イエズス会巡察使アレッサンドロ・ヴァリニャーノが、黒人弥助同道で織田信長に謁見する。
- 1625年 - イングランド・スコットランド・アイルランド王ジェームズ1世が死去。チャールズ1世が後継の王に即位。
- 1782年 - ロッキンガム侯チャールズ・ワトソン＝ウェントワースがイギリスの第13代首相に就任。
- 1814年 - 米英戦争・クリーク戦争: ホースシュー・ベンドの戦い
- 1846年 - 米墨戦争: ザカリー・テイラー将軍指揮下の部隊がテキサス砦の建造を開始。
- 1854年 - クリミア戦争: イギリスがロシア帝国に宣戦布告。
- 1879年 - 沖縄県設置[1]。
- 1904年 - 日露戦争: 第二回旅順口閉塞作戦。広瀬武夫海軍中佐が戦死。
- 1912年 - 東京市がアメリカに贈呈したサクラの苗木がワシントンD.C.のポトマック川のほとりに植樹される[2]。
- 1915年（ユリウス暦3月14日） - 第一次世界大戦: ロシアの黒海艦隊によるボスポラス砲撃作戦が始まる。
- 1926年 - 神戸有馬電気鉄道（神戸電鉄の祖）設立。
- 1926年 - 弘南鉄道設立。
- 1927年 - 福島県内郷町の内郷炭坑町田立坑で坑内火災が発生。救助隊の二次災害による被害も含め死者131人[3][4]。
- 1932年 - 1929年（昭和4年）に発売された『東京行進曲』の大ヒットにより「銀座の柳」復活の機運が高まり、東京朝日新聞社などがおよそ柳300本を寄贈して植栽された。これを記念して東京朝日新聞社の講堂で、『銀座柳復活祭』が開催された[5]。
- 1933年 - 日本が国際連盟に対し正式に脱退を通告[6]。
- 1938年 - 日中戦争: 台児荘の戦いが始まる、
- 1941年 - 第二次世界大戦: ユーゴスラビアでクーデター。反独軍事政権が樹立し、2日前に加盟した日独伊三国同盟から離脱。
- 1941年 - 第二次世界大戦: マタパン岬沖海戦が始まる。
- 1943年 - 第二次世界大戦: アッツ島沖海戦。
- 1945年 - 第二次世界大戦: アメリカ軍が日本周辺の機雷封鎖作戦「飢餓作戦」を開始。
- 1963年 - ビーチング・アックス: リチャード・ビーチング（英語版）が報告書「イギリス国鉄の再建」を政府に提出。
- 1964年 - アラスカ地震。
- 1968年 - インドネシアで大統領代行スハルトが第2代大統領に就任。
- 1968年 - 宇宙飛行士ユーリイ・ガガーリンが、ジェット戦闘機の飛行訓練中に墜落死[7]。
- 1969年 - アメリカの火星探査機「マリナー7号」打ち上げ[8]。
- 1969年 - フジテレビのドラマ『男はつらいよ』が終了。
- 1976年 - ワシントンメトロの最初の区間が開業。
- 1977年 - テネリフェ空港ジャンボ機衝突事故。583名が死亡。
- 1985年 - サラリーマン税金訴訟で、最高裁が「必要経費実額控除を認めない現行税制は合憲」と初の判断。
- 1987年 - 三重県の国鉄伊勢線が第三セクター・伊勢鉄道に転換。
- 1987年 - 国鉄佐賀線・志布志線がこの日限りで廃止。
- 1992年 - 私鉄総連が春闘一斉ストライキを実施。
- 1993年 - 江沢民が中華人民共和国国家主席に就任[9]。
- 1993年 - 上信越自動車道藤岡IC - 佐久IC間開通。
- 1997年 - NTTがポータルサイト「goo」を開設。
- 1997年 - 法学者260人「選択的夫婦別姓制度の導入と婚外子相続分の平等化の実現を求めるアピール」。
- 1999年 - 日産自動車がフランスのルノーと資本提携に合意[10]。
- 2001年 - シーエス日本設立。
- 2003年 - 名古屋市営地下鉄上飯田線開通。名鉄小牧線と相互直通運転開始。
- 2005年 - プロ野球・東北楽天ゴールデンイーグルスが千葉ロッテマリーンズに0対26の大敗（当該試合記事参照）。
- 2006年 - ゆりかもめの有明駅 - 豊洲駅間が開業。
- 2006年 - 近鉄けいはんな線生駒駅 - 学研奈良登美ヶ丘駅開業。
- 2013年 - 広島県呉市の音戸大橋の渋滞解消のために架橋された第二音戸大橋が開通。アーチ橋として、夢舞大橋と同支間長の日本第4位の規模。
- 2015年 - 姫路城の平成の修理が終わり再公開された[11]。
- 2017年 - 栃木県の那須で登山講習中だった県立大田原高校山岳部の高校生7名と顧問の教諭1名が、雪崩に巻き込まれて死亡した[12]。
- 2018年 - 森友学園問題: 佐川宣寿の証人喚問が行われた[13]。
- 2019年 - 豊臣秀吉が加藤清正へ宛てて書いた朝鮮出兵を命じる朱印状が見つかる[14]。
- 2021年 -  同年2月にクーデターで実権を握った国軍への抗議が続くミャンマーで、デモに参加した市民十数人が治安部隊に殺害された。死者数は、少なくとも91人以上と見られ、クーデター開始以降で最大[15]。
- 2023年 - 理化学研究所らが製作した国産量子コンピューターの初号機が、埼玉県和光市で稼働する[16]。
- 2023年 - 七隈線の天神南駅 - 博多駅間が延伸開業。

## 誕生日

### 人物

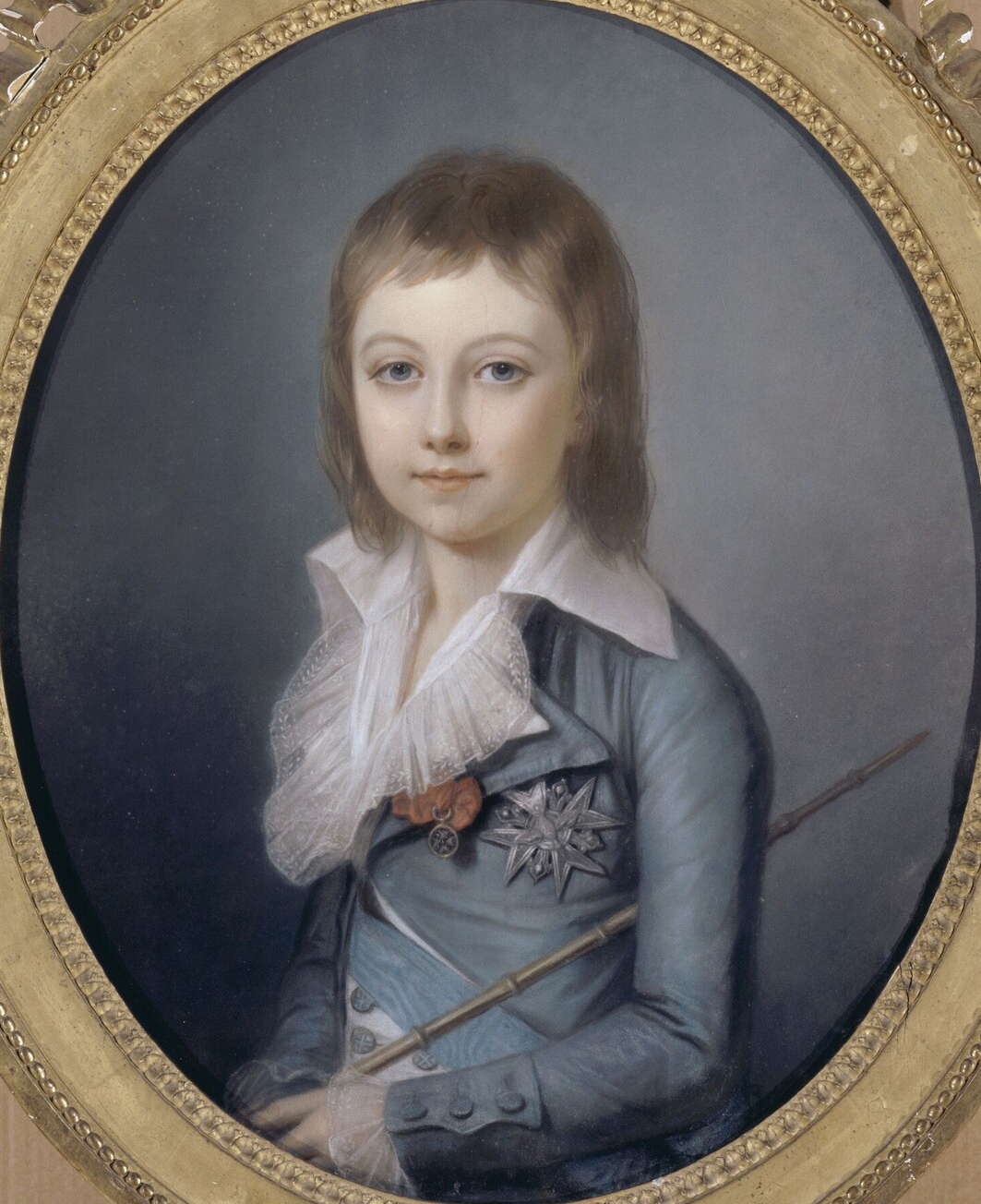
ルイ17世(1785-1795)誕生。6歳時にフランス革命を迎え幽閉される。

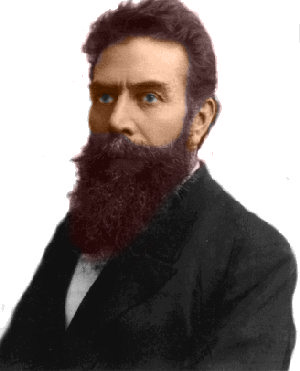
X線の発見者、ヴィルヘルム・レントゲン(1845-1923)誕生。

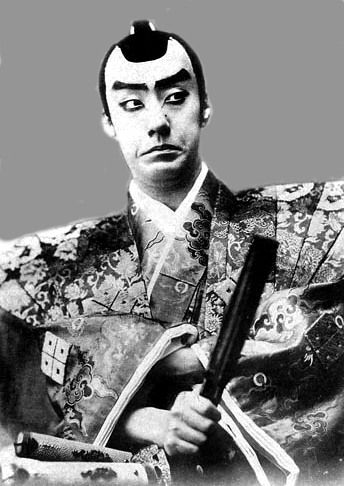
上方歌舞伎役者、初代中村鴈治郎(1860-1935)誕生。

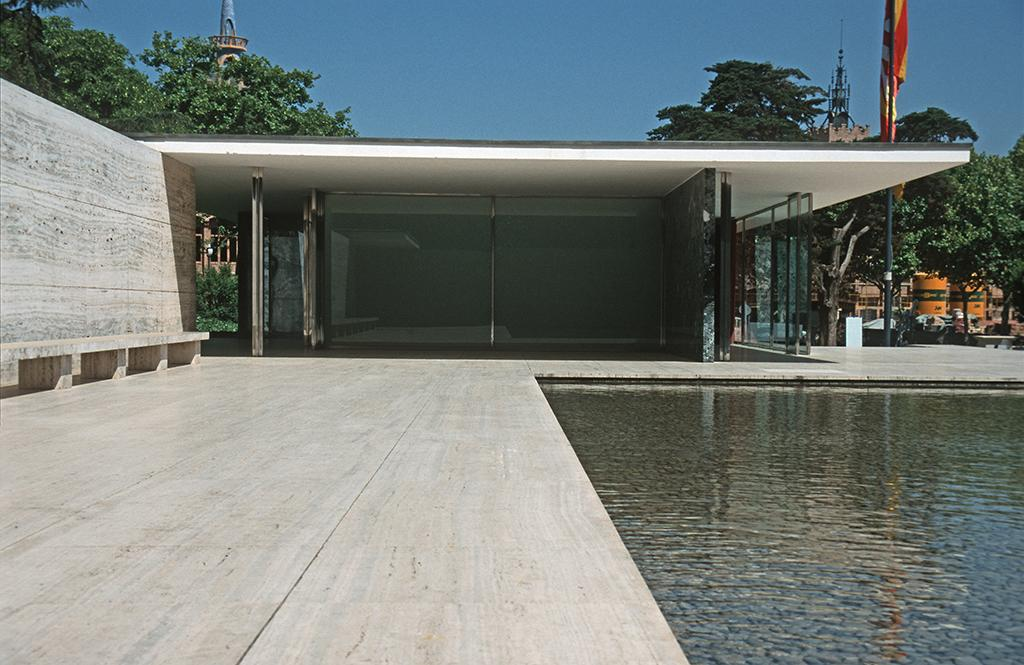
建築家ミース・ファン・デル・ローエ(1886-1969)誕生。画像はバルセロナ・パビリオン(1929)の復元建築。

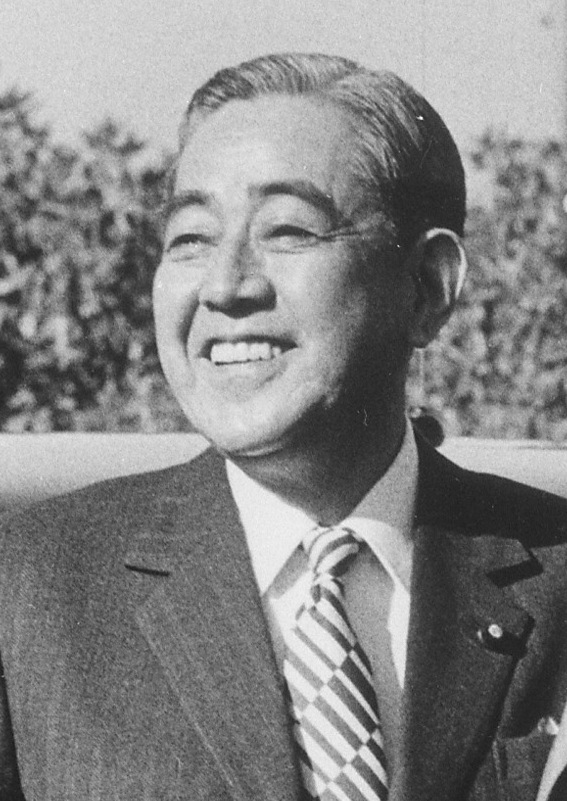
第61-63代内閣総理大臣、佐藤栄作(1901-1975)誕生。非核三原則を提唱。

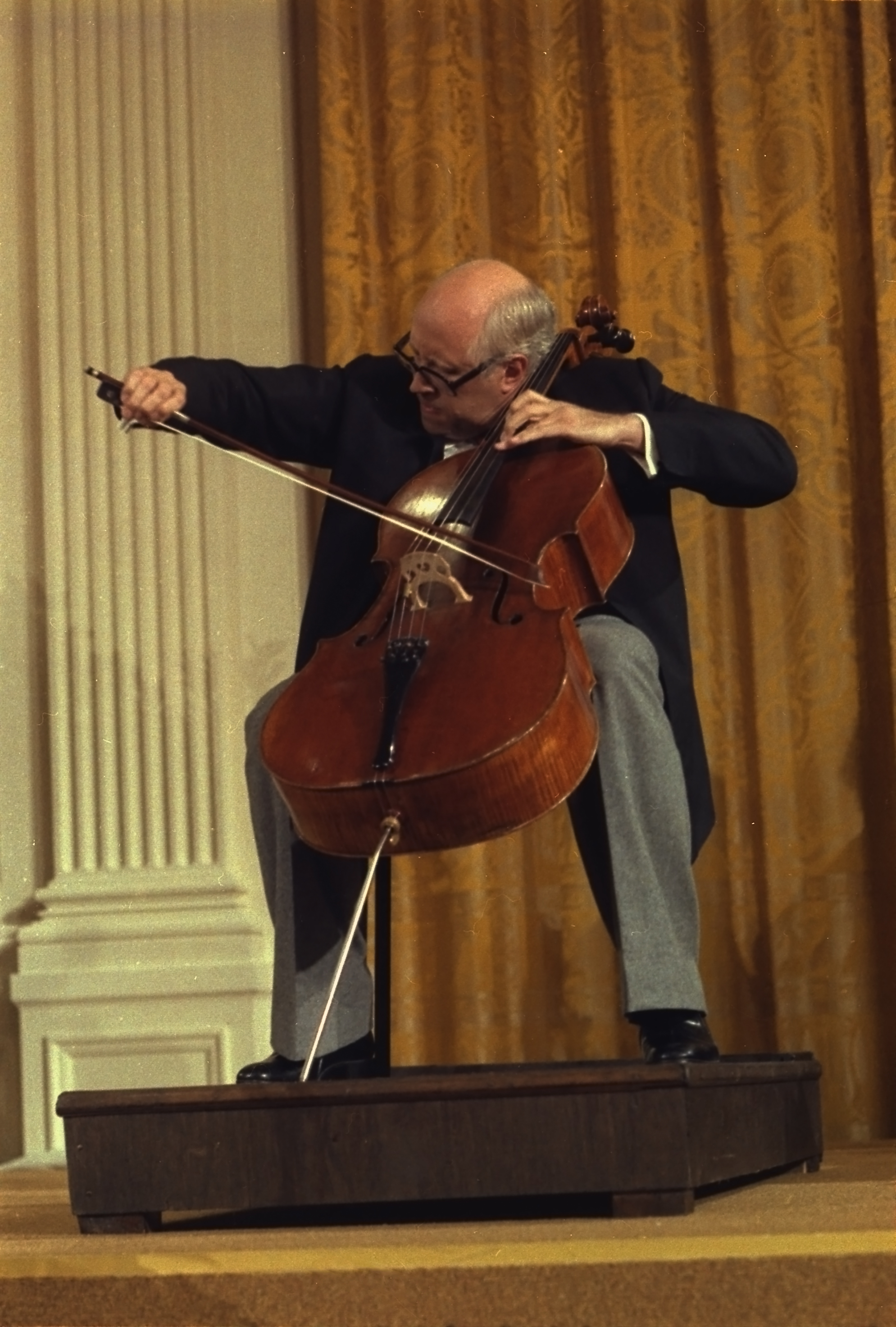
チェリスト、ムスティスラフ・ロストロポーヴィチ(1927-2007)誕生。

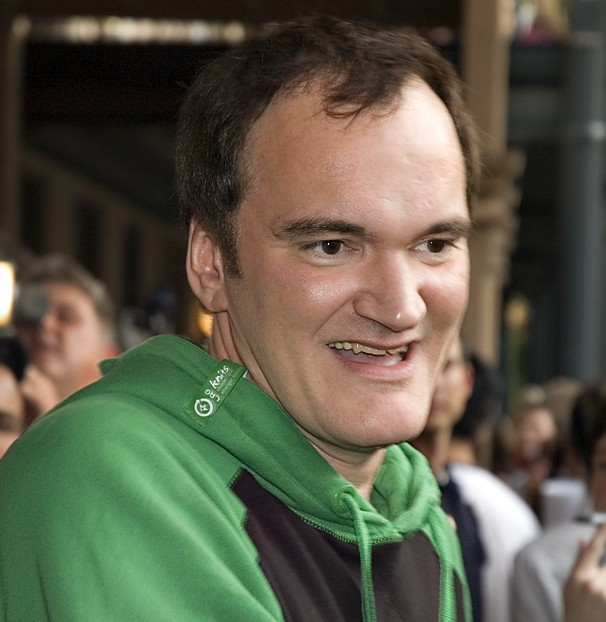
映画監督クエンティン・タランティーノ(1963-)誕生。

- 972年 - ロベール2世、フランス国王（+ 1031年）
- 1675年 （延宝3年3月2日） - 大久保常春、初代鳥山藩主 (+ 1728年）
- 1676年 - ラーコーツィ・フェレンツ2世、ハンガリーの反ハプスブルク独立戦争指導者（+ 1735年）
- 1709年 （宝永6年2月17日） - 大関増興、第7代黒羽藩主 (+ 1770年）
- 1730年 (享保15年2月9日) - 丹羽高庸、第9代二本松藩主 (*1765年)
- 1753年 - アンドリュー・ベル、宣教師、教育学者（+ 1832年）
- 1785年 - ルイ17世、（名目上）フランス国王（+ 1795年）
- 1797年 - アルフレッド・ド・ヴィニー、小説家、劇作家、詩人（+ 1863年）
- 1809年 - ジョルジュ・オスマン、政治家（+ 1891年）
- 1810年 （文化7年2月23日） - 松平親良、第9代杵築藩主 (+ 1891年）
- 1813年 （文化7年2月25日） - 松平信豪、第6代亀山藩主 (+ 1865年）
- 1817年 - カール・ネーゲリ、植物学者（+ 1891年）
- 1824年（文政7年2月27日） - 久邇宮朝彦親王、皇族（+ 1891年）
- 1824年 - ヴィルヘルム・ヒットルフ、物理学者、化学者（+ 1914年）
- 1845年 - ヴィルヘルム・レントゲン、物理学者（+ 1923年）
- 1847年 - オットー・ヴァラッハ、化学者（+ 1931年）
- 1850年（嘉永3年2月14日） - 清浦奎吾、政治家、第23代内閣総理大臣（+ 1942年）
- 1851年 - ヴァンサン・ダンディ、作曲家（+ 1931年）
- 1853年（嘉永6年2月18日） - 下山順一郎、薬学者（+ 1912年）
- 1857年 - カール・ピアソン、数理統計学者（+ 1936年）
- 1860年（安政7年3月6日） - 中村鴈治郎 (初代)、歌舞伎役者（+ 1935年）
- 1863年 - フレデリック・ヘンリー・ロイス、ロールス・ロイス創業者（+ 1933年）
- 1865年 - エフゲニー・ボトキン、ニコライ2世一家の主治医（+ 1918年）
- 1871年 - ハインリヒ・マン、小説家（+ 1950年）
- 1875年 - アルベール・マルケ、画家（+ 1947年）
- 1878年 - ミラー・ハギンス、元プロ野球選手、監督（+ 1929年）
- 1879年 - エドワード・スタイケン、写真家（+ 1973年）
- 1886年（ユリウス暦3月15日） - セルゲイ・キーロフ、政治家（+ 1934年）
- 1886年 - ミース・ファン・デル・ローエ、建築家（+ 1969年）
- 1891年 - 戸塚九一郎、政治家（+ 1973年）
- 1892年 - ファーディ・グローフェ、作曲家（+ 1972年）
- 1893年 - カール・マンハイム、社会学者（+ 1947年）
- 1896年 - 岡部金治郎、工学者（+ 1984年）
- 1897年 - 坂田英一、政治家（+ 1969年）
- 1897年 - エファ・マンリー、ニグロリーグの球団経営者（+ 1981年）
- 1899年 - グロリア・スワンソン、女優（+ 1983年）
- 1901年 - 佐藤栄作、政治家、第61-63代内閣総理大臣（+ 1975年）
- 1901年 - カール・バークス、イラストレーター（+ 2000年）
- 1902年 - 由利健次、元俳優（+ 没年不詳）
- 1903年 - 小林勇、出版人、随筆家（+ 1981年）
- 1905年 - 三谷八郎、元野球選手（没年不詳）
- 1906年 - 松山英夫、映画プロデューサー、実業家（+1986年）
- 1907年 - 木村三郎、官僚、造園家（+ 1996年）
- 1909年 - 小沢栄太郎、俳優、演出家（+ 1988年）
- 1910年 - 石上玄一郎、小説家（+ 2009年）
- 1910年 - 森茂喜、政治家（+ 1989年）
- 1912年 - 吉田健一、作家、英文学者（+ 1977年）
- 1912年 - ジェームズ・キャラハン、政治家、イギリス首相（+ 2005年）
- 1913年 - 植田正治、写真家（+ 2000年）
- 1913年 - 高橋義孝、ドイツ文学者、文芸評論家、九州大学名誉教授、桐朋学園短期大学名誉教授（+ 1995年）
- 1915年 - ロバート・ロックウッド・ジュニア、ブルース・ミュージシャン（+ 2006年）
- 1916年 - 登張正実、ドイツ文学者（+ 2006年）
- 1916年 - 千田モト、舞踏家（+ 1997年）
- 1917年 - 大沢清輝、天文学者（+ 2005年）
- 1917年 - サイラス・ヴァンス、政治家（+ 2002年）
- 1923年 - 遠藤周作、小説家（+ 1996年）
- 1923年 - 金子信雄、俳優（+ 1995年）
- 1924年 - 高峰秀子、女優（+ 2010年）
- 1924年 - 伊達三郎、俳優（+ 1991年）
- 1924年 - サラ・ヴォーン、ジャズ歌手（+ 1990年）
- 1925年 - 夢路いとし、漫才師（+ 2003年）
- 1926年 - 梶山静六、政治家（+ 2000年）
- 1927年 - ムスティスラフ・ロストロポーヴィチ、チェリスト、指揮者（+ 2007年）
- 1927年 - マルティン・ヴァルザー、小説家、劇作家（+ 2023年）
- 1928年 - 三浦大助、官僚、政治家、元長野県佐久市長
- 1928年 - 田辺聖子、小説家（+ 2019年）
- 1928年 - 槐柳二、声優（+ 2017年）
- 1928年 - 菅野久光、政治家（+ 2006年）
- 1930年 - 黛執、俳人（+ 2020年）
- 1930年 - 岡田春馬、英米文学者（+ 2007年）
- 1931年 - 松平頼暁、現代音楽作曲家、生物物理学者（+ 2023年）
- 1931年 - 三好京三、小説家（+ 2007年）
- 1931年 - 今西正男、声優（+ 2000年）
- 1931年 - デビッド・ジャンセン、俳優（+ 1980年）
- 1931年 - 久坂葉子、小説家（+ 1952年）
- 1932年 - 浮田逸郎、元プロ野球選手（+ 2017年）
- 1934年 - 島村宜伸、政治家
- 1937年 - 赤瀬川原平、小説家（+ 2014年）
- 1937年 - 林正夫、元騎手、調教師
- 1938年 - 若林正人、ニュースキャスター
- 1939年 - 谷水雄三、実業家（+ 2023年）
- 1941年 - 小林克也、DJ
- 1941年 - 榊原英資、エコノミスト、元財務官
- 1942年 - マイケル・ヨーク、俳優
- 1942年 - ジョン・サルストン、生物学者（+ 2018年）
- 1944年 - 新橋耐子、女優
- 1944年 - 平山輝武、元バスケットボール選手
- 1945年 - 宮本信子、女優、歌手
- 1946年 - 上村香子、女優
- 1947年 - 左時枝、女優
- 1947年 - 松田千枝、マラソンランナー
- 1947年 - 阿部成宏、元プロ野球選手
- 1947年 - 大隅正人、元プロ野球選手
- 1947年 - 石内都、写真家
- 1948年 - 舞小雪、女優、元宝塚歌劇団娘役
- 1948年 - 柳田孝義、作曲家
- 1948年 - 種村均、実業家、元ノリタケカンパニーリミテド代表取締役会長
- 1948年 - 松田千枝、マラソンランナー
- 1949年 - 小林節、憲法学者、弁護士
- 1950年 - 工藤美代子、ノンフィクション作家
- 1950年 - 石戸教嗣、教育社会学者、 埼玉大学名誉教授
- 1950年 - トニー・バンクス、ミュージシャン
- 1950年 - ビクター・ハリス、元プロ野球選手
- 1951年 - 大島宇三郎、俳優、声優
- 1951年 - 窪田等、俳優、声優
- 1952年 - 進藤清貴、実業家、元王子ホールディングス社長
- 1952年 - マリア・シュナイダー、女優（+ 2011年）
- 1953年 - 高中正義、ミュージシャン
- 1953年 - アンネマリー・モザー＝プレル、スキー選手
- 1954年 - パヴェル・シマヌスキ、作曲家
- 1954年 - 香川正人、元プロ野球選手（+ 2016年）
- 1955年 - 山口良一、俳優、タレント
- 1955年 - 中内潤、実業家
- 1956年 - 工藤啓子、女優
- 1956年 - デビッド・ホステトラー、元プロ野球選手
- 1959年 - 菅原淳一、声優
- 1959年 - 河惣益巳、漫画家
- 1959年 - 今川勉、ドラマー（ECHOES）（+ 2020年）
- 1960年 - 上川誠二、元プロ野球選手
- 1960年 - 栗田よう子、女優
- 1961年 - 津久井教生、声優
- 1961年 - 松本孝弘、ギタリスト（B'z）
- 1961年 - トニー・ロミンゲル、自転車競技選手
- 1962年 - ムトウユージ、アニメ監督
- 1962年 - 美加理、女優
- 1963年 - クエンティン・タランティーノ、映画監督
- 1963年 - 中村喜伸、テレビプロデューサー
- 1964年 - クラーク・ダッチェラー、ミュージシャン（ジョニー・ヘイツ・ジャズ）
- 1965年 - 平沼定晴、元プロ野球選手
- 1966年 - 梅澤春人、漫画家
- 1966年 - 渡邉洋一、官僚
- 1966年 - 井川千也、元アナウンサー
- 1967年 - 佐々木裕一、小説家
- 1967年 - 小橋建太、元プロレスラー
- 1968年 - ウエノコウジ、ミュージシャン（元THEE MICHELLE GUN ELEPHANT）
- 1968年 - 馬文革、卓球選手
- 1969年 - 中嶋聡、元プロ野球選手、監督
- 1969年 - マライア・キャリー、歌手
- 1970年 - 廣末登、社会学者、作家
- 1970年 - 川島郭志、プロボクサー、元WBC世界スーパーフライ級王者
- 1970年 - エリザベス・ミッチェル、女優
- 1971年 - 茜灯里、作家、ジャーナリスト
- 1971年 - デビッド・クルサード、F1レーサー
- 1972年 - 池内万作、俳優
- 1972年 - 森長正樹、陸上競技選手
- 1972年 - ジミー・フロイド・ハッセルバインク、元サッカー選手
- 1973年 - 目黒未奈、女優、声優
- 1973年 - 伊藤和広、オペラ歌手
- 1973年 - 青木さやか、お笑いタレント
- 1974年 - 宗像徹、調教助手、元騎手
- 1974年 - ガイスカ・メンディエタ、元サッカー選手
- 1975年 - 丸山智己、俳優、ファッションモデル
- 1975年 - 高橋智隆、ロボットクリエーター
- 1975年 - 藤原克昭、モーターサイクル・ロードレースライダー
- 1975年 - ファーギー、ミュージシャン
- 1976年 - 村上真哉、元プロ野球選手
- 1977年 - 金澤あかね、女優、タレント
- 1977年 - 石井亮次、アナウンサー
- 1977年 - 下妻由幸、声優
- 1978年 - 塙宣之、お笑い芸人（ナイツ）
- 1978年 - よしたに、漫画家
- 1978年 - 藤森ナッツ、漫画家
- 1978年 - RYOTA、マジシャン
- 1978年 - ディー・ブラウン、元プロ野球選手
- 1979年 - 篠塚ひろむ、漫画家
- 1979年 - 樫本大進、ヴァイオリニスト
- 1979年 - マイケル・カダイアー、元プロ野球選手
- 1979年 - 征海美亜、漫画家（+ 2022年）
- 1979年 - イ・ジフン、歌手、俳優
- 1980年 - 阿部薫、俳優
- 1980年 - 前田新悟、元プロ野球選手
- 1981年 - 高橋なんぐ、タレント、お笑い芸人
- 1981年 - 林俊傑、歌手
- 1981年 - 細野由華、元タレント
- 1981年 - カカウ、元サッカー選手
- 1982年 - 砂央里、ファッションモデル
- 1982年 - 知花くらら、ファッションモデル
- 1982年 - 桜井恵麻、アナウンサー
- 1982年 - 平澤光秀、元プロレスラー
- 1983年 - 涼平、ギタリスト（元メガマソ、元アヤビエ）
- 1983年 - 佐藤大和、弁護士
- 1983年 - ジョシュ・ヒル、プロ野球選手
- 1985年 - 市原朋彦、俳優
- 1986年 - マヌエル・ノイアー、サッカー選手
- 1987年 - 山下真琴、女優
- 1987年 - バスター・ポージー、プロ野球選手
- 1988年 - 内田篤人、元サッカー選手
- 1989年 - 菜月理子、グラビアアイドル
- 1989年 - 吉田達彦、歌手
- 1989年 - 久野静香、アナウンサー
- 1989年 - 福山博之、元プロ野球選手
- 1989年 - マット・ハービー、プロ野球選手
- 1990年 - 竹内恵美子、声優
- 1990年 - 嶋村瞳、タレント、グラビアアイドル
- 1990年 - 柴沼潤、フリークライマー
- 1990年 - 安永拓弥、元バレーボール選手
- 1990年 - キンブラ、シンガーソングライター
- 1990年 - ニコラ・ヌクル、サッカー選手
- 1990年 - ホセ・ルイス・サンマルティン・マト、サッカー選手
- 1991年 - 田中優毅、サッカー選手
- 1991年 - 俵小百合、元タレント
- 1992年 - 入澤優、タレント
- 1992年 - 悠木碧、声優
- 1992年 - 大坪康亮、声優
- 1992年 - 佐藤瑠香、柔道家
- 1992年 - 萩原麻子、元野球選手
- 1992年 - 運天ジョン・クレイトン、元プロ野球選手
- 1994年 - 有栖未桜、レースクイーン、グラビアモデル、コスプレイヤー
- 1994年 - 板山祐太郎、プロ野球選手
- 1994年 - 永塚梓、ハンドボール選手
- 1994年 - あいなっつ、YouTuber、元AV女優
- 1995年 - 相原美咲、グラビアアイドル
- 1997年 - リサ、歌手、ダンサー（BLACKPINK）
- 1997年 - 高橋胡桃、タレント、アイドル（元アイドリング!!!27号）
- 1998年 - 関紫優、元モデル
- 2000年 - 小川麗奈、アイドル（元こぶしファクトリー）
- 2000年 - ハリー・ベイリー、女優、歌手
- 2001年 - 西堂久俊、サッカー選手
- 2001年 - 松田紫野、サッカー選手
- 2002年 - 下村海翔、プロ野球選手
- 2002年 - 大山凌、プロ野球選手
- 2003年 - 須見和馬、プロレスラー
- 2004年 - 園田乃彩、モデル
- 2004年 - 太田有紀、アイドル（AKB48）
- 2004年 - 鶴崎仁香、アイドル（日向坂46）
- 2004年 - 春海りお、アイドル（Peel the Apple）
- 2004年 - 達孝太、プロ野球選手
- 2005年 - 市川染五郎（8代目）、歌舞伎役者
- 2008年 - 横溝菜帆、女優
- 2012年 - 川瀬翠子、モデル
- 生年不詳 - ユメノユア、アイドル（GANG PARADE）
- 生年不詳 - Chima、シンガーソングライター
- 生年不詳 - 原宿ぽむ、プロレスラー
- 生年不詳 - 戸田真衣子、声優
- 生年不詳 - 塙真奈美、声優
- 生年不詳 - 渡辺未来、声優
- 生年不詳 - いずみ哨、漫画家
- 生年不詳 - 悟東あすか、漫画家、僧侶
- 生年不詳 - 桜乃みか、漫画家
- 生年不詳 - 藤城翔、漫画家
- 生年不詳 - TOBI、漫画家
- 生年不詳 - 征海美亜、漫画家（+ 2022年）
- 生年不詳 - しらいちご、漫画家（+ 2016年）

### 人物以外（動物など）
- 1968年 - ヒカルイマイ、競走馬（+ 1992年）
- 1971年 - キタノカチドキ、競走馬（+ 1983年）
- 1985年 - オグリキャップ、競走馬、種牡馬（+ 2010年）
- 1995年 - エアデジャヴー、競走馬（+ 2015年）
- 1996年 - ノボトゥルー、競走馬（+ 2021年）
- 1999年 - ヤマノブリザード、競走馬（+ 2007年）
- 2000年 - ゼンノロブロイ、競走馬、種牡馬（+ 2022年）
- 2007年 - エイシンフラッシュ、競走馬

## 忌日

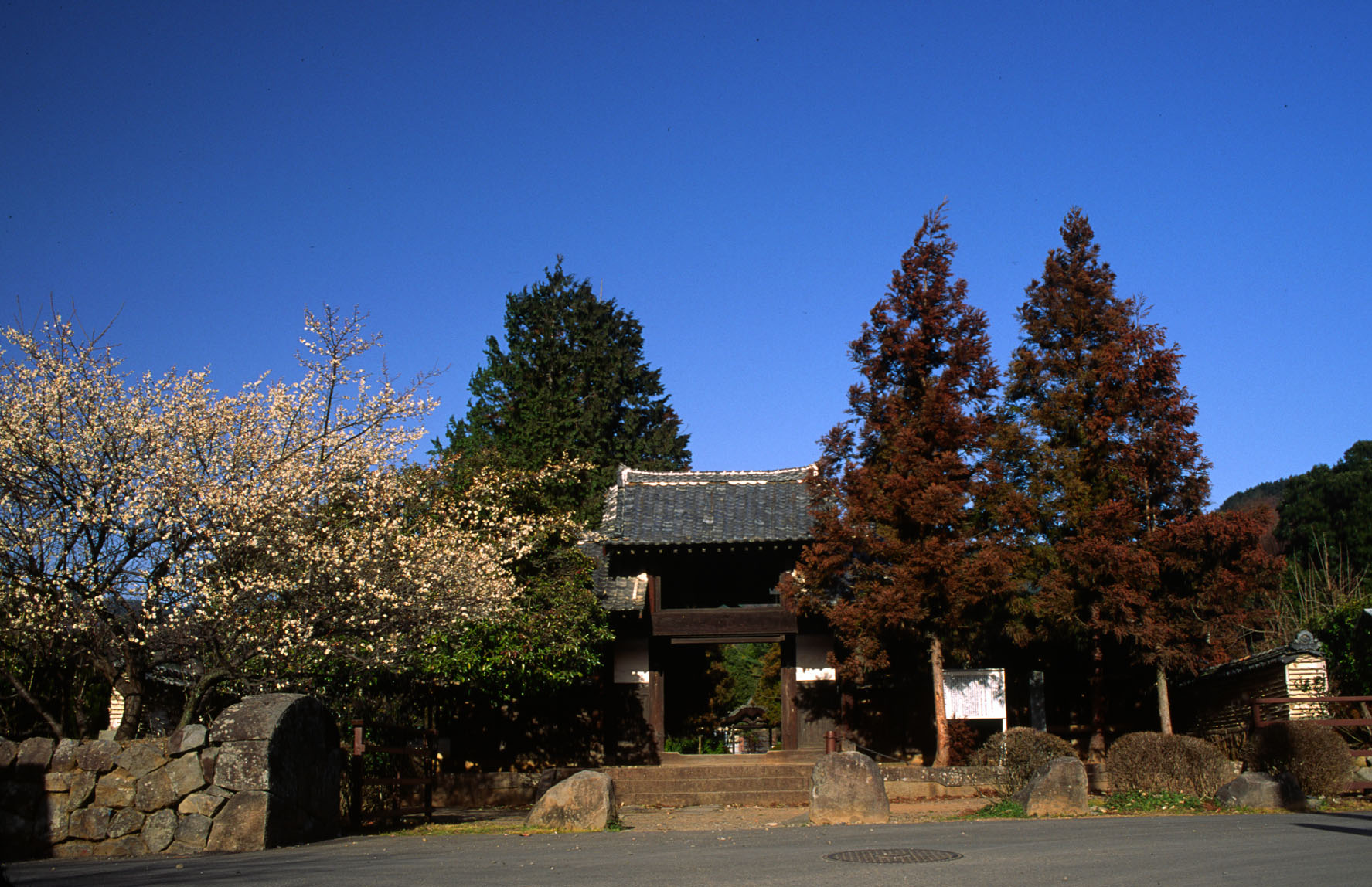
戦国武将武田信虎(1494-1574)没。画像は墓所のある甲府市大泉寺の総門。

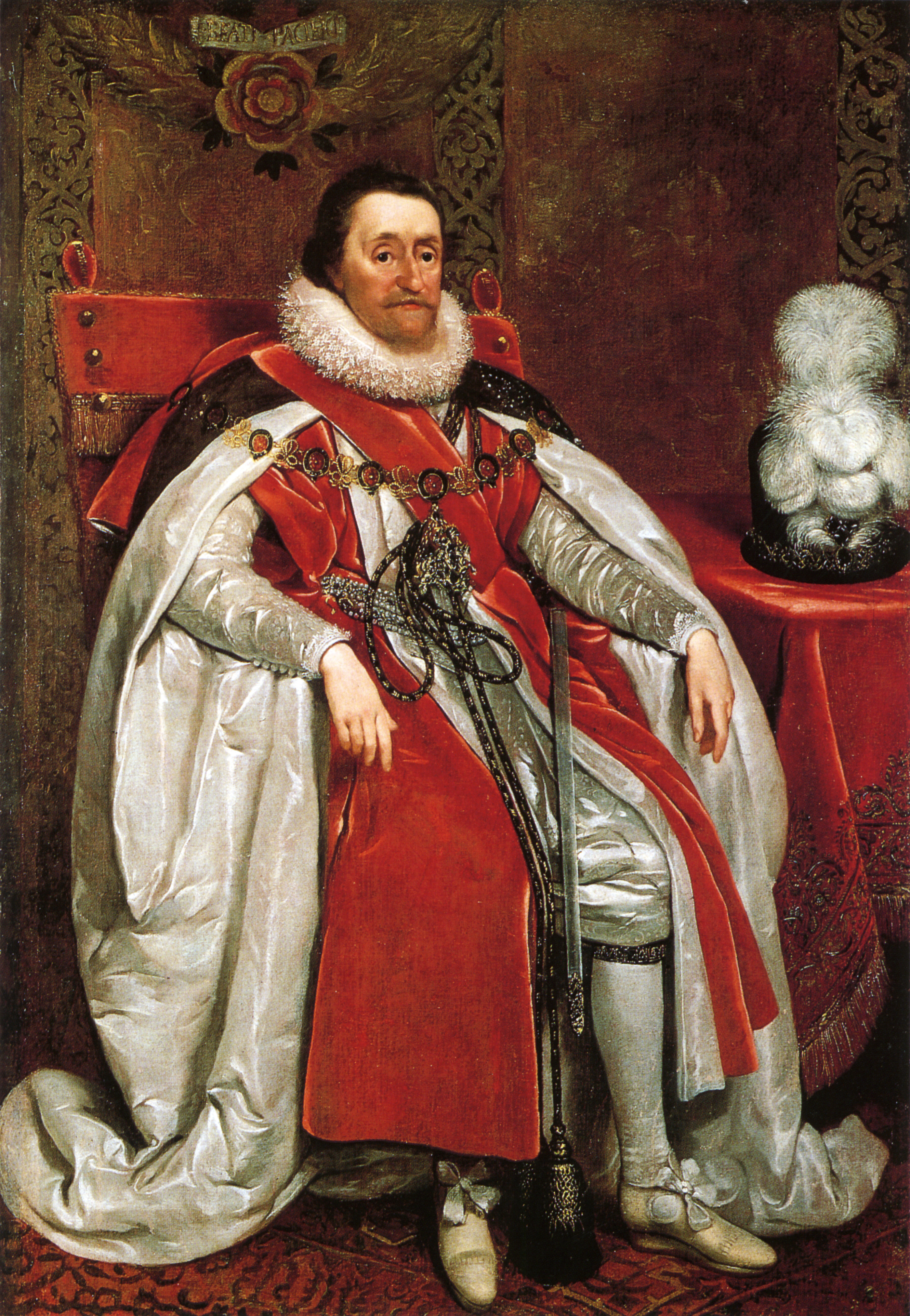
イングランド王ジェームズ1世(1567-1603)没。

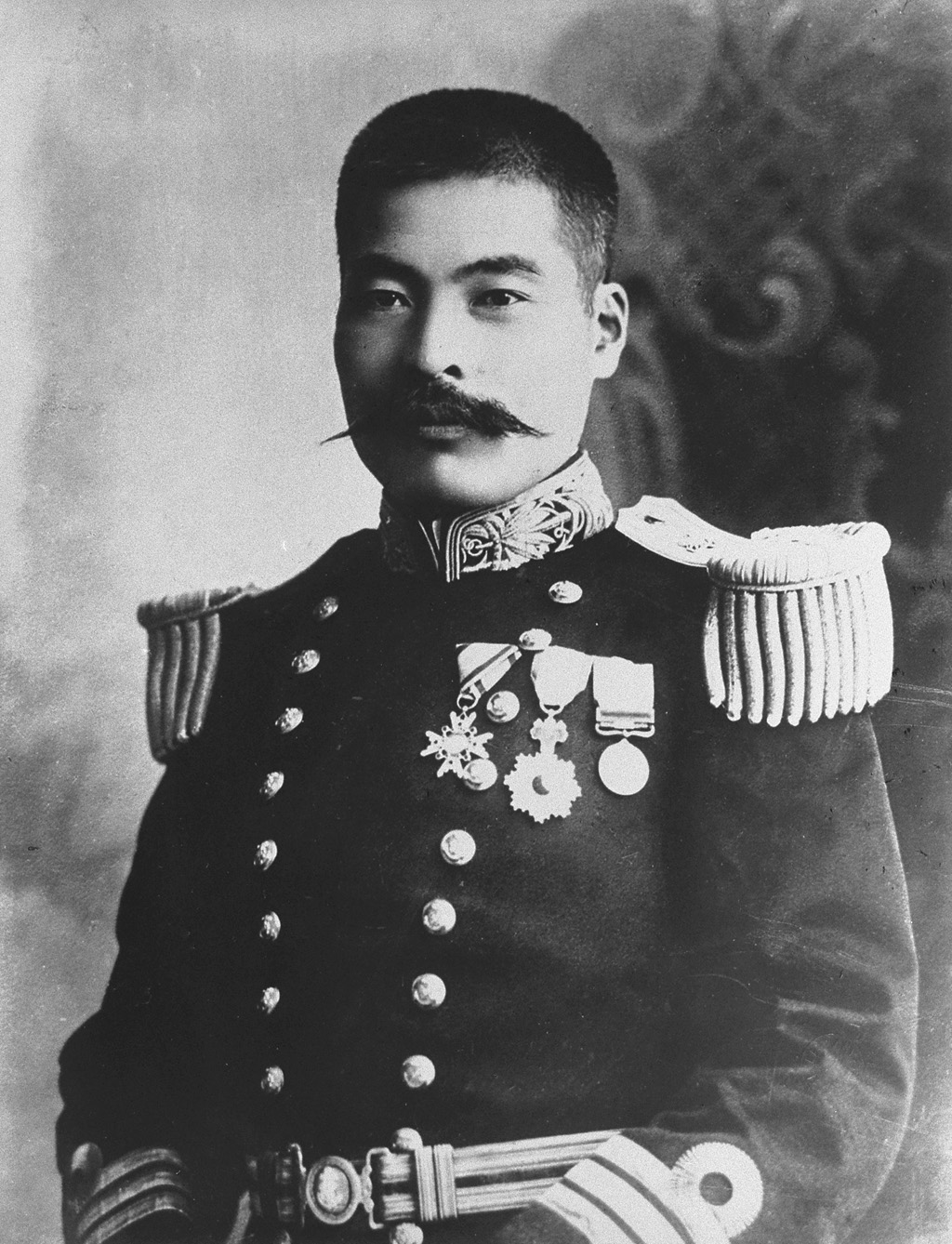
海軍中佐広瀬武夫(1868-1904)戦死。

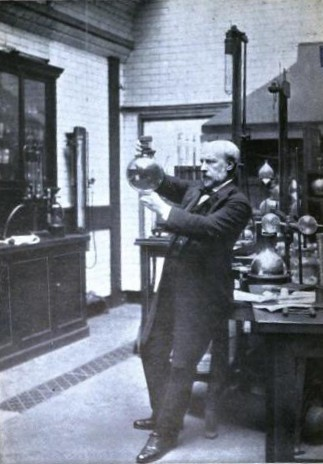
低温物理学者ジェイムズ・デュワー(1842-1923)没。魔法瓶の発明者だった。

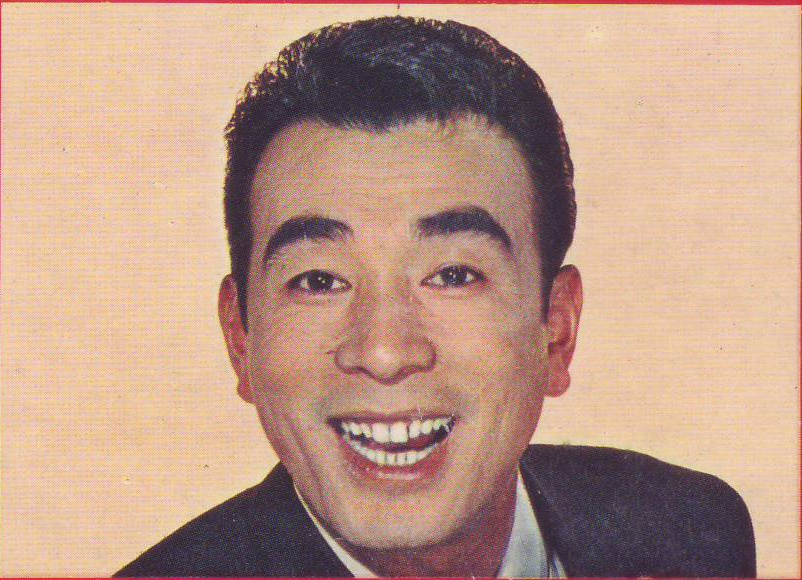
俳優、歌手、コメディアン植木等(1927-2007)没。父親は真宗大谷派常念寺の住職で、植木も東洋大学では仏教を学んでいた。

- 973年 - ヘルマン・ビルング、ザクセン公
- 1378年 - グレゴリウス11世、第201代ローマ教皇（* 1336年?）
- 1462年 - ヴァシーリー2世、モスクワ大公（* 1415年）
- 1482年 - マリー・ド・ブルゴーニュ、ブルゴーニュ女公・神聖ローマ皇帝マクシミリアン1世の妻（* 1457年）
- 1507年（永正4年2月14日） - 武田信縄、甲斐国の戦国大名（* 1471年）
- 1574年（天正2年3月5日） - 武田信虎、甲斐国の戦国大名（* 1494年）
- 1625年 - ジェームズ1世、スコットランド・イングランド国王（* 1566年）
- 1630年（寛永7年2月14日） - 永田徳本、室町時代から江戸時代にかけての医師（* 1513年）
- 1679年 - アブラハム・ミグノン、画家（* 1640年）
- 1741年（寛保元年2月11日） - 本因坊秀伯、囲碁棋士（* 1716年）
- 1757年 - ヨハン・シュターミッツ、作曲家（* 1717年）
- 1770年 - ジョヴァンニ・バッティスタ・ティエポロ、画家（* 1696年）
- 1776年（安永5年2月8日） - 池田継政、第3代岡山藩主（* 1702年）
- 1778年 - ニコラ・セバスティアン・アダム、彫刻家（* 1705年）
- 1809年 - ジョゼフ＝マリー・ヴィアン、画家（* 1716年）
- 1820年 - ゲルハルト・フォン・キューゲルゲン、画家（* 1772年）
- 1836年 - ジェームス・ファニン、テキサス革命の運動家（* 1805年）
- 1850年 - ヴィルヘルム・ベーア、天文学者（* 1797年）
- 1878年 - ジョージ・ギルバート・スコット、建築家（* 1811年）
- 1904年 - 杉野孫七、日本海軍の兵曹長（* 1867年）
- 1904年 - 広瀬武夫、日本海軍の中佐（* 1868年）
- 1906年 - ウジェーヌ・カリエール、画家（* 1849年）
- 1906年 - トード・ラムゼイ、元プロ野球選手（* 1864年）
- 1910年 - アレキザンダー・アガシー、エンジニア、海洋学者（* 1835年）
- 1914年 - スペンサー・フレデリック・ゴア、画家（* 1878年）
- 1917年 - モージズ・イジーキエル、彫刻家（* 1844年）
- 1918年 - マーチン・シェリダン、円盤投げ選手、1904年セントルイス五輪・1908年ロンドン五輪金メダリスト（* 1881年）
- 1923年 - ジェイムズ・デュワー、化学者、物理学者（* 1842年）
- 1926年 - 島木赤彦、歌人（* 1876年）
- 1936年 - 川崎卓吉、官僚、政治家、第43代文部大臣（* 1871年）
- 1938年 - ウィリアム・シュテルン、心理学者、哲学者（* 1871年）
- 1940年 - ウォルター・ウェストン、登山家、キリスト教宣教師（* 1861年）
- 1947年 - シドニー・スミス、テニス選手（* 1872年）
- 1948年 - 小山松吉、法学者、政治家、検事総長、司法大臣、法政大学総長（* 1869年）
- 1952年 - 豊田喜一郎、実業家、トヨタ自動車創業者（* 1894年）
- 1956年 - 葉梨新五郎、政治家（* 1901年）
- 1959年 - 小川芳樹、冶金学者・金属工学者（* 1902年）
- 1962年 - 武林無想庵、小説家、翻訳家（* 1880年）
- 1966年 - 黒田善太郎、実業家、コクヨ創業者（* 1879年）
- 1967年 - ヤロスラフ・ヘイロフスキー、化学者（* 1890年）
- 1968年 - ユーリ・ガガーリン、宇宙飛行士（* 1934年）
- 1972年 - マウリッツ・エッシャー、版画家（* 1898年）
- 1973年 - ミハイル・カラトーゾフ、映画監督（* 1903年）
- 1974年 - 林柳波、童謡作詞家、詩人、薬剤師（* 1892年）
- 1974年 - 王明、政治家（* 1904年）
- 1974年 - 清水崑、漫画家（* 1912年）
- 1975年 - アーサー・ブリス、作曲家（* 1891年）
- 1977年 - イヴ・メイヤー、女優、映画プロデューサー（* 1928年）
- 1978年 - 片野重脩、政治家、実業家（* 1891年）
- 1978年 - 鈴木武樹、ドイツ文学者、評論家（* 1934年）
- 1981年 - 茅盾、作家、社会活動家（* 1896年）
- 1982年 - ファズラー・ラーマン・カーン、建築技術者（* 1929年）
- 1983年 - 佐藤虎次郎、政治家、元清水市長（* 1902年）
- 1984年 - 木村庄之助 (26代)、大相撲の立行司（* 1912年）
- 1986年 - 池田正之輔、政治家（* 1898年）
- 1987年 - 手島右卿、書家、文化功労者（* 1901年）
- 1987年 - 浮田左武郎、俳優、著作家（* 1909年）
- 1990年 - 小林兼年、政治家、元山口市長（* 1927年）
- 1991年 - 清水クーコ、タレント、歌手（* 1952年）
- 1992年 - ジェイムズ・エドウィン・ウェッブ、官僚、第16代米国国務次官、第2代NASA長官（* 1906年）
- 1994年 - 川合幸三、プロ野球選手（* 1927年）
- 1997年 - 椎谷建治、俳優（* 1947年）
- 1998年 - フェルディナント・アントン・エルンスト・ポルシェ、実業家、自動車技術者、デザイナー（* 1909年）
- 1998年 - 山本茂実、小説家（* 1917年）
- 1999年 - 沖田浩之、俳優、歌手（* 1963年）
- 2000年 - 河盛好蔵、フランス文学者、評論家、翻訳家（* 1902年）
- 2000年 - イアン・デューリー、ロック・ミュージシャン（* 1942年）
- 2001年 - 児島襄、作家（* 1927年）
- 2002年 - ビリー・ワイルダー、映画監督（* 1906年）
- 2002年 - ミルトン・バール、俳優（* 1908年）
- 2002年 - 葛野辰次郎、アイヌ語・アイヌ文化の伝承者（* 1910年）
- 2002年 - ダドリー・ムーア、俳優（* 1935年）
- 2003年 - 飯塚文雄、タレント（元ドンキーカルテット）（* 1940年）
- 2004年 - 安藤満、プロ雀士（* 1949年）
- 2005年 - 石崎達、医学者（* 1914年）
- 2006年 - スタニスワフ・レム、小説家、SF作家（* 1921年）
- 2006年 - 岸本建男、政治家、元沖縄県名護市長（* 1943年）
- 2007年 - 植木等、コメディアン、俳優（クレージーキャッツ）（* 1926年）
- 2007年 - ポール・ラウターバー、化学者（* 1929年）
- 2008年 - ジャン＝マリー・バレストル、国際自動車連盟会長（* 1921年）
- 2009年 - 佐々木崑、写真家（* 1918年）
- 2009年 - 藤間紫、日本舞踊家、女優（* 1923年）
- 2009年 - 杉山悟、元プロ野球選手（* 1926年）
- 2009年 - 土屋耕一、コピーライター、エッセイイスト（* 1930年）
- 2010年 - ワシリー・スミスロフ、チェス世界チャンピオン（* 1921年)
- 2010年 - 相川進、元プロ野球選手（* 1948年）
- 2010年 - しばたはつみ、歌手（* 1952年）
- 2011年 - 西脇安、生物学者、東京工業大学・ウィーン大学名誉教授（* 1917年）
- 2011年 - ファーリー・グレンジャー、俳優（* 1925年）
- 2011年 - H・R・F・キーティング、推理作家（* 1926年）
- 2011年 - はぬまあん、漫画家、模型文化史研究家（* 1965年）
- 2012年 - 浜田義雄、元プロ野球選手（* 1926年）
- 2012年 - アドリエンヌ・リッチ、詩人、フェミニスト（* 1929年）
- 2012年 - 小飼一至、ソムリエ（* 1946年）
- 2013年 - ポール・ウィリアムズ、音楽ジャーナリスト（* 1948年）
- 2013年 - 坂口良子、女優（* 1955年）
- 2014年 - 朝倉摂、舞台美術家、画家（* 1922年）
- 2014年 - ジェームズ・R・シュレシンジャー、政治家（* 1929年）
- 2014年 - 斎藤功、地理学者（* 1942年）
- 2014年 - 山本俊彦、ミュージシャン（元赤い鳥、ハイ・ファイ・セット）（* 1947年）
- 2014年 - 園田凌士、作詞家、歌手、俳優（* 1975年）
- 2016年 - 三浦清弘、元プロ野球選手（* 1938年）
- 2016年 - 中村直太郎、俳優（* 1944年）
- 2017年 - 矢山有作、政治家（* 1924年）
- 2017年 - 野口忠直、実業家、政治家、元府中市長（* 1935年）
- 2017年 - アーサー＝ブライス（英語版）、ジャズアルトサックス奏者、作曲家（* 1940年）
- 2017年 - 清水潤、国文学者（* 1970年）
- 2018年 - ステファーヌ・オードラン、女優（* 1932年）
- 2018年 - アラン・ロンバーグ、外交官、元国務省東アジア・太平洋局日本部長（* 1938年）
- 2018年 - ケニー・オデル、カントリー・ミュージック歌手、ソングライター（* 1944年）
- 2019年 - ヴァレリー・ブィコフスキー、宇宙飛行士（* 1934年）
- 2019年 - 近藤昭仁、元プロ野球選手、監督（* 1938年）
- 2019年 - 原田洋二郎、タトゥーアーティスト（* 1972年）
- 2020年 - 渡辺信夫、神学者、キリスト教牧師（* 1923年）
- 2020年 - 渡辺泰、元毎日新聞記者、アニメ研究者（* 1934年）
- 2020年 - 泉水博、元日本赤軍活動家（* 1936年）
- 2020年 - ボブ・アンディ、レゲエシンガー（* 1944年）
- 2020年 - 加藤滝男[17]、登山家（* 1944年）
- 2022年 - 小林百太郎、実業家、FYH名誉会長・元社長（* 1928年）
- 2022年 - 森本英夫、フランス語学者、大阪市立大学名誉教授、甲南女子大学名誉教授（* 1934年）
- 2022年 - アレクサンドラ・ザベリナ、元フェンシング選手（* 1937年）
- 2022年 - 野田知佑、環境著作家、カヌーイスト（* 1938年）
- 2022年 - 村石宏實、演出家、映画監督（* 1947年）
- 2023年 - ダニエル・コルゼンパ、オルガン奏者、ピアニスト（* 1944年）
- 2024年 - ダニエル・カーネマン、心理学者、行動経済学者、ノーベル経済学賞受賞者（* 1934年）
- 2024年 - 神山繁實[18]、牧師、神学者、元沖縄キリスト教学院大学・同短期大学学長（* 1935年または1936年）
- 2024年 - 坂井音重、能楽師（* 1939年）
- 2024年 - ナミグ・アバソフ、政治家、外交官、元アゼルバイジャン国家保安相（* 1940年）
- 2024年 - ジョー・リーバーマン、政治家（* 1942年）
- 2024年 - 崔大植、プロサッカー選手、指導者（* 1965年）
- 2024年 - 阿部雅龍、冒険家、人力車夫（* 1982年）
- 2025年 - 桶谷秀昭、文芸評論家、東洋大学名誉教授（* 1932年）
- 2025年 - 竹村泰子、政治家、（* 1933年）
- 2025年 - 針生雄吉、政治家、医師（* 1937年）
- 2025年 - 岩下俊士、実業家、元日清紡績社長（* 1943年）
- 2025年 - キャンディ・ミルキィ、女装愛好家（* 1952年）
- 2025年 - 上田秀人、歯科医、時代小説家（* 1959年）

## 記念日・年中行事

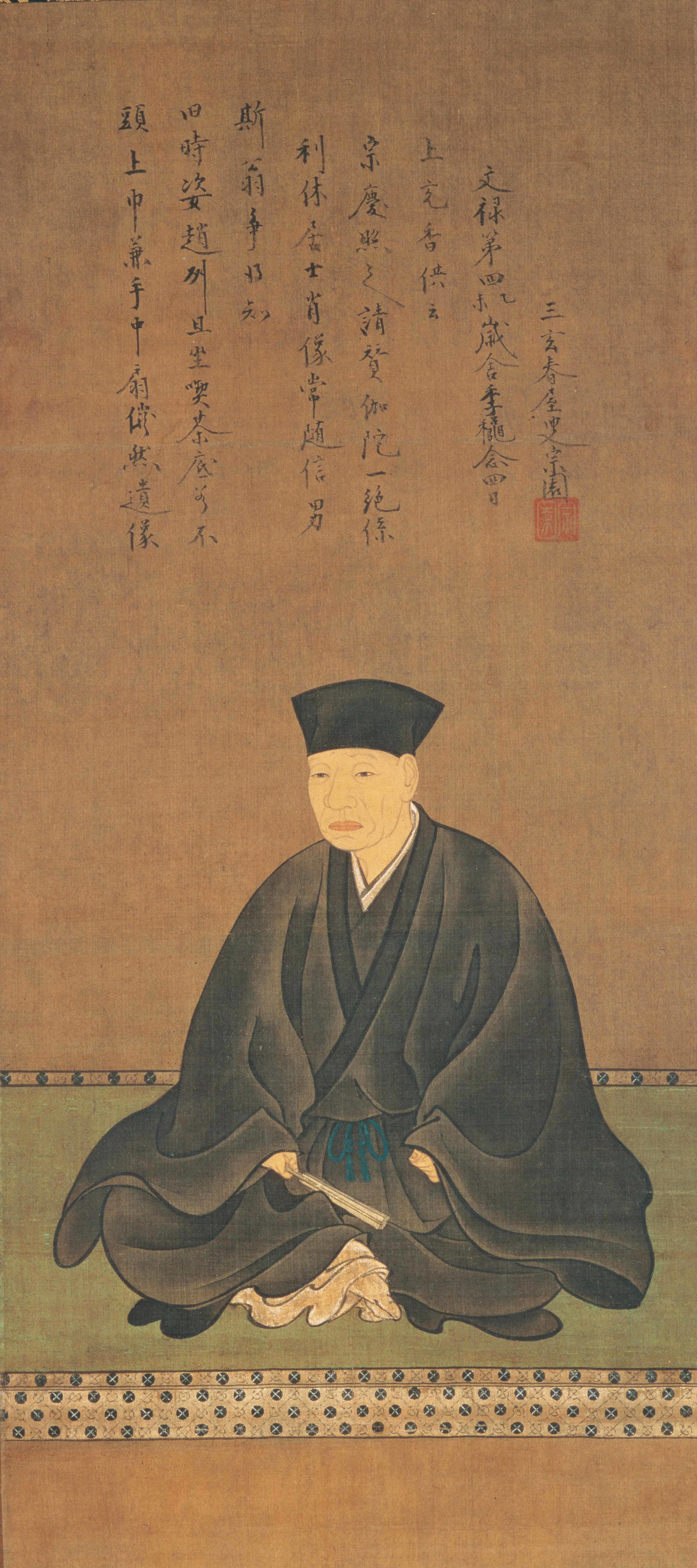
千利休をしのぶ利休忌。

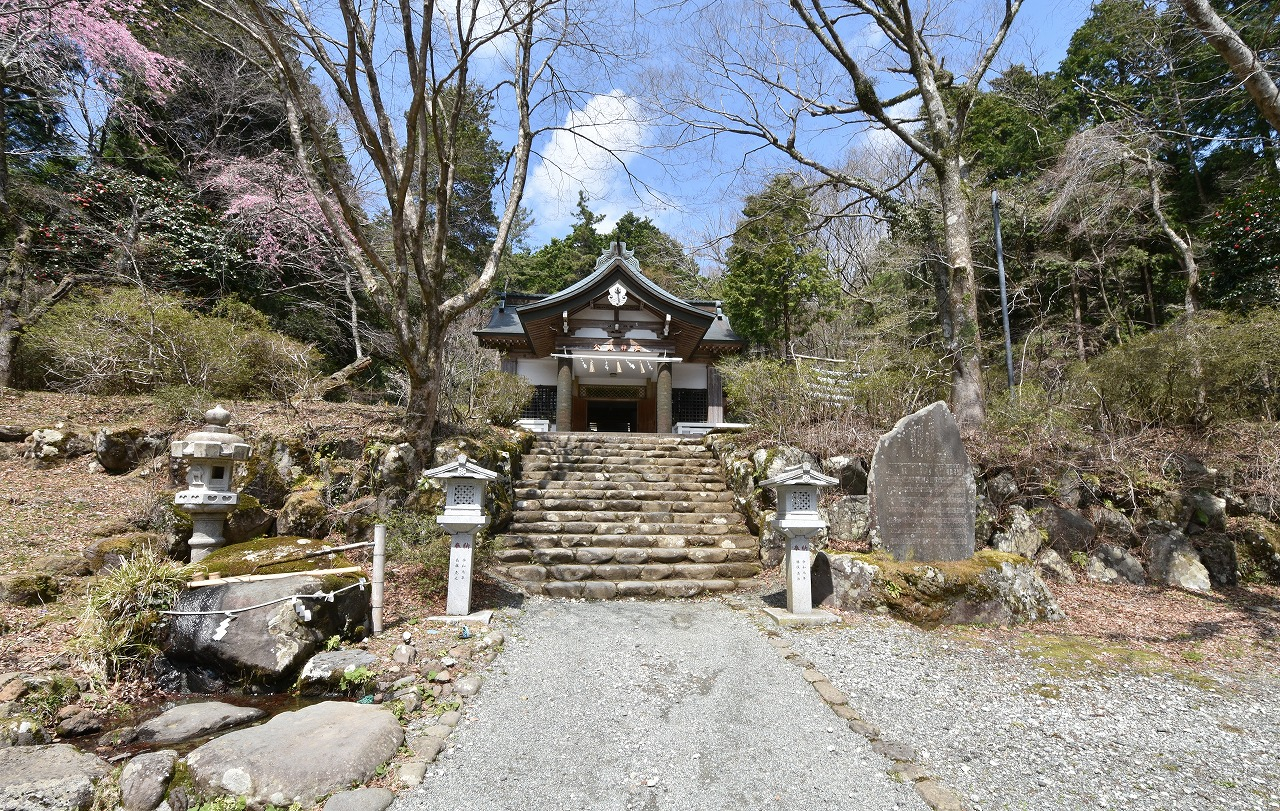
公時神社の御祭神は坂田公時。湯立獅子舞は、金時山山頂方面およそ10分歩いた奥の院でも行われていた。奥の院にある大きな岩の上には祠が置かれ、マサカリも祀られている。

- さくらの日（ 日本）
日本さくらの会が1992年に制定。3×9（さくら）＝27の語呂合せと、七十二候のひとつ「桜始開（さくらはじめてひらく）」が重なる時期であることから。
- 表千家利休忌（ 日本）
千利休の祥月命日は旧暦2月28日（天正19年2月28日没）。表千家では3月27日に、裏千家は3月28日利休忌を執り行なう。利休の流れを汲む門弟たちが一堂に集い、利休の画を掛けて、利休に茶を供え、利休の遺徳を忍ぶ。
- 鎌数伊勢大神宮神楽（ 日本）
毎年、3月27日から28日の二日間、千葉県旭市の鎌数伊勢大神宮で神楽が奉納される。鎌数伊勢大神宮神楽は、江戸時代中期の宝歴6年（1756年）から続く歴史あるもので、猿田彦、うずめ、おかめ、鯛釣りなど12座の舞で五穀豊穣が祈願される[19]。
- 仙石原湯立獅子舞（ 日本）
神奈川県箱根町の仙石原諏訪神社で江戸時代から続く神事。獅子によって七つの舞が奉納される。煮えたぎる釜の回りを巡りながら舞う「釜めぐりの舞」で、獅子が笹の葉で振りまく湯玉を浴びると、一年間健康でいられると言われている[20]。
- 世界演劇の日(World Theatre Day)（ 世界）
ユネスコの外郭団体である国際演劇協会(ITI)が制定。1962年のこの日に、ITIが第1回シアター・オブ・ネイションズ（諸国民演劇祭）をパリで開催したことを記念。
- 国軍記念日（ ミャンマー）
1945年3月27日のビルマ国軍対日蜂起を記念。